# Trzcianno
Trzcianno [ˈtʂt͡ɕannɔ] es un pueblo ubicado en el distrito administrativo de Gmina Nowy Duninów, dentro del Condado de Płock, Voivodato de Mazovia, en el este de Polonia central. Se encuentra aproximadamente a 2 kilómetros al sureste de Nowy Duninów, 15 kilómetros al oeste de Płock, y a 111 kilómetros al oeste de Varsovia.